# Miss France 1950
 (février 2016).
Si vous disposez d'ouvrages ou d'articles de référence ou si vous connaissez des sites web de qualité traitant du thème abordé ici, merci de compléter l'article en donnant les références utiles à sa vérifiabilité et en les liant à la section « Notes et références ».
Miss France 1950 est la 20e élection de Miss France.
Maryse Delort, Miss Automobile et Miss Paris 1949, remporte le titre. Sa première dauphine, et favorite du public, est Miss Palm-Beach,.

## Déroulement
Le 30 décembre sont sélectionnées les 12 finalistes du concours, elles sont,:
- Miss Evian
- Miss Fort-Mahon
- Miss Hyères
- Miss Juan-les-Pins, Claude Renault
- Miss Lyon
- Miss Metz
- Miss Saint-Etienne, Gillette Bérault[6]
- Miss Toulouse
- Miss Palm Beach, Michèle Fargeot
- Miss Automobile, Maryse Delort
- Miss Perros-Guirec
- Miss Cannes

## Jury
Le jury était présidé par Jean Benetti.

## Classement final
| Résultat final   | Candidate       | Région             |
| ---------------- | --------------- | ------------------ |
| Miss France 1950 | Maryse Delort   | Miss Automobile    |
| 1re dauphine     | Michèle Fargeot | Miss Palm-Beach    |
| 2e dauphine      | Claude Renault  | Miss Juan-les-Pins |

Miss Automobile obtient 50 points, contre 34 pour Miss Palm-Beach et 33 pour Miss Juan-les-Pins.